# Orithyiidae
Orithyiidae is een familie van krabben, behorende tot de superfamilie van Orithyioidea.

## Systematiek
Deze familie omvat slechts één geslacht: 
- Orithyia Fabricius, 1798